# Theodor Storm (schrijver)
Theodor Storm (Husum, 14 september 1817 — Hademarschen, 4 juli 1888) was een Duits schrijver uit het realisme. Hij schreef 58 novelles en een aantal bekende gedichten.

## Leven
Storm was de zoon van een advocaat in Husum, dat in die tijd in Denemarken lag. Hij studeerde recht te Kiel en vervolgens Berlijn, en in 1843 was hij zelf advocaat. In dat jaar keerde hij naar huis terug en publiceerde met Theodor Mommsen een gedichtenbundel. Hij begon verhalen te schrijven; in 1846 huwde hij. Daar hij echter gekant was tegen de Deense bezetting van Holstein ging hij in 1843 in vrijwillige ballingschap naar Pruisen. In Potsdam ontmoette hij Eichendorff, Heyse en Fontane, en ook Mörike en later vooral Keller behoorden tot zijn vriendenkring. Hij bleef eenentwintig jaar in ballingschap; zijn reputatie als novellist en dichter was aanzienlijk. In 1856 verhuisde hij naar Heiligenstadt, waar hij, na in Potsdam drie jaar op proef — en zonder vergoeding — te hebben gewerkt, tot rechter werd
benoemd, waarvoor hij eveneens weinig werd betaald. Daar Storm echter uit een patriciërsgeslacht stamde, heeft hij nooit om den brode hoeven te schrijven.
In 1864 werd Denemarken verslagen en keerde Storm als landvoogd van Husum naar huis terug, alwaar hij twee jaar later hertrouwde en als rechter werkzaam bleef, ondanks zijn nu groeiende antipathie jegens Pruisen, dat Schleswig veroverde. Zijn laatste jaren bleken zijn vruchtbaarste: Pole Poppenspäler werd een zeer beroemde novelle. Hij ging in 1880 met pensioen in Hademarschen, om zich volledig aan zijn literaire activiteiten te kunnen wijden. Zijn meesterwerk, Der Schimmelreiter, schreef hij in zijn laatste levensjaar.
Storm is een auteur van de post-Romantiek: zijn gedichten zijn wat men Gegenstandslyrik noemt. Met een detaillistische accuratesse beschrijft hij voorwerpen en dingen, die symbool staan voor innerlijke, psychologische gesteldheden. 'Meeresstrand', 'Die Stadt' en 'Über die
Heide' zijn evocatieve, evenwichtige gedichten. De gedichtenbundel van Storm werd zevenmaal herdrukt. Storms novelles hebben gemeen dat er doorgaans een onheilspellende, duistere kracht in zit; in tegenstelling tot de dichters uit de Romantiek gaat het bij Storm niet meer om de scheppende drang van het individu, maar om de natuur die in haar alledaagsheid onoverkomelijk fataal zal worden. De venen en heidelandschappen van Noord-Duitsland, en de alomtegenwoordigheid van de zee voeren steeds tot een definitief eindpunt dat het lot bepaalt.
De figuren gedragen zich niet zelden irrationeel; ze doen onverklaarbare zaken die ten langen leste tot hun ondergang leiden. Zijn eerste en laatste novelle, Immensee en Der Schimmelreiter, zijn het bekendst. Het werk van Storm is enigszins een voorbode van het naturalisme, met dien verstande dat er steeds een gothic-achtige component latent aanwezig blijft. Storm werd en wordt om zijn combinatie van toegankelijkheid en diepzinnigheid, die de Heimatkunst ver overstijgt, sterk gewaardeerd.

## Werken
- 1849 Immensee
- 1851 Der kleine Häwelmann
- 1852 Gedichte
- 1858 Auf dem Staatshof
- 1861 Im Schloß
- 1863 Auf der Universität
- 1866 Drei Märchen
- 1872 Draußen im Heidedorf
- 1873 Geschichten aus der Tonne
- 1874 Pole Poppenspäler
- 1874 Viola tricolor
- 1874 Waldwinkel
- 1875 Pole Poppenspäler
- 1877 Aquis submersus
- 1878 Carsten Curator
- 1881 Der Herr Etatsrat
- 1882 Hans und Heinz Kirch
- 1884 Zur Chronik von Grieshuus
- 1885 Carsten Curator
- 1885 Ein Fest auf Haderslevhuus
- 1887 Ein Doppelgänger
- 1887 Ein Bekenntnis
- 1888 Der Schimmelreiter [2]

- Biblioteca Nacional de España: XX1723220
- Bibliothèque nationale de France: cb12028529w (data)
- Catàleg d'autoritats de noms i títols de Catalunya: 981058516516106706
- CiNii: DA00356494
- Gemeinsame Normdatei: 118618725
- International Standard Name Identifier: 0000 0001 2129 6929
- Library of Congress Control Number: n79140912
- Nationale Bibliotheek van Letland: 000014134
- MusicBrainz: c811a125-8d60-41dd-9643-cf903c1aa3a5
- Bibliotheek van het Japanse parlement: 00457854
- Nationale Bibliotheek van Tsjechië: jn19990008293
- Nationale bibliotheek van Australië: 35527337
- Nationale Bibliotheek van Israël: 987007268655505171
- Nationale Bibliotheek van Polen: a0000001675012
- Nederlandse Thesaurus van Auteursnamen: 068911181
- LIBRIS: 227189
- SNAC: w67w6cwf
- Système universitaire de documentation: 028453026
- Trove: 985252
- Virtual International Authority File: 41854816
- WorldCat: E39PBJmP6tgCcx7GbBpqQ7hj4q